# Epilampra atriventris
Epilampra atriventris är en kackerlacksart som beskrevs av Henri Saussure 1895. Epilampra atriventris ingår i släktet Epilampra och familjen jättekackerlackor. Inga underarter finns listade i Catalogue of Life.